# Synagoga mira
Synagoga mira is een kreeftachtigensoort uit de familie van de Synagogidae. De wetenschappelijke naam van de soort is voor het eerst geldig gepubliceerd in 1888 door Norman.